# Dodderi, Channarayapatna
Dodderi là một làng thuộc tehsil Channarayapatna, huyện Hassan, bang Karnataka, Ấn Độ.